# Rosario Romeo
Rosario Romeo (ur. 11 października 1924 w Giarre, zm. 16 marca 1987 w Rzymie) – włoski historyk i pisarz, od 1984 do 1987 poseł do Parlamentu Europejskiego II kadencji.

## Życiorys
W 1947 ukończył studia historyczne na Uniwersytecie w Katanii. W tym samym roku został stypendystą instytutu badań historycznych w Neapolu, w którym później był sekretarzem. W kolejnych latach nauczał na Uniwersytecie w Mesynie, gdzie w 1955 otrzymał profesurę i objął funkcję dziekana wydziału historii. Wykładał następnie na Uniwersytecie Rzymskim „La Sapienza” i w Europejskim Instytucie Uniwersyteckim we Florencji. Od 1978 do 1984 był rektorem prywatnej uczelni Libera università internazionale degli studi sociali Guido Carli (LUISS) w Rzymie. W 1986 przyjęto go do prestiżowej Accademia dei Lincei. W pracy naukowej specjalizował się w historii Włoch ery zjednoczenia, opublikował kilkanaście książek, w tym trzytomową biografię Camillo Cavoura. Publikował także w dzienniku „il Giornale” oraz należał do zespołu redakcyjnego encyklopedii.
Był krytyczny zarówno wobec tendencji komunistycznych, jak i separatystycznych. Od lat 60. zaangażowany po stronie Włoskiej Partii Republikańskiej, w 1984 z jej listy wybrano go posłem do Parlamentu Europejskiego. Przystąpił do frakcji liberalno-demokratycznej, został jej wiceprzewodniczącym. Zmarł w trakcie kadencji.

## Odznaczenia
Wielki Oficer Orderu Zasługi Republiki Włoskiej (1982) oraz Złotym Medalem za Zasługi dla Kultury i Sztuki.